# ماسائه کاسایی
ماسائه کاسایی (انگلیسی: Masae Kasai؛ ۱۴ ژوئیهٔ ۱۹۳۳ – ۳ اکتبر ۲۰۱۳) یک بازیکن والیبال اهل ژاپن بود. 
او در ترکیب تیم ملی والیبال زنان ژاپن به مدال طلا المپیک ۱۹۶۴ توکیو دست یافت.